# التفاعلات الكيميائية في عملية النظر
تتطلب عملية النظر في العين حدوث تفاعلات كيميائية في شبكية العين. تعمل القرنية مثل النافذة التي تسمح للضوء بالمرور عبر أنسجة عدة في العين قبل أن يصل إلى الشبكية.
يتم تجميع بروتينات المستقبلات الضوئية الخارجية في قطاعات داخلية يتم حملها بواسطة جهاز غولجي للقطاعات الخارجية. في الخلايا المخروطية، توضع البروتينات الجديدة في مجال الجزء الخارجي الأقرب إلى القطاعات الداخلية. في الخلايا النَبُّوتِيَّة تتكون البروتينات يتحول إلى أقراص توضع في أسفل الجزء الخارجي.
عندما تتجمع البروتينات في الشرائح البصرية الخارجية يتم دفع البروتينات الداخلية نحو قمة القطاعات الخارجية. في نهاية المطاف، يتم التخلص من أقدم البروتينات، عن طريق البلعمة من قبل الخلايا الصبغية المجاورة (بالإنجليزية: Ratinal pigment epithelial cells)‏، ومن ثم الحفاظ على المنطقة الواقعة بين قمم القطاعات الخارجية نظيفة. في الخلايا الصبغية، يتم هضم الأقراص المبلعمة ونقلها إلى الجزء الخلفي من الخلايا الصبغية.
تحدث عملية البلعمة في إيقاع من 24 ساعة. في الخلايا النَبُّوتِيَّة، تحدث عملية البلعمة خلال النهار وبينما تحدث بعد غروب الشمس (في الليل) في الخلايا المخروطية.
يبدو أن للظهارة الصبغية وظائف أخرى مهمة. وهكذا، في ظل ظروف الضوء الشديد، تقوم بعمليات طويلة حول المستقبلات الضوئية الخارجية على ما يبدو لحماية القطاعات الخارجية من الأضرار الخفيفة. في ظل ظروف الضوء الخافت، تسمح هذه العمليات لمزيد من الضوء بالوصول إلى الشرائح الخارجية.
تلعب أيضا الخلايا الصبغية المجاورة دوراً في عملية الرؤية حيث أنها تدخل في تحويل جميع الريتينال المَفْرُوْق (بالإنجليزية: trans retinal)‏ إلى ريتينال (بالإنجليزية: cis retinal)‏.

## اقرأ أيضا
- التأثيرات البيولوجية للضوء المرئي عالي الطاقة